# Partit dels Comunistes Italians
El Partit dels Comunistes Italians (en italià Partito dei Comunisti Italiani, PdCI) va ser un partit polític italià comunista, fundat l'11 d'octubre de 1998 després d'una divisió interna de Rifondazione Comunista. La divisió va ser liderada per Armando Cossutta, fundador i primer líder de Rifondazione, que es va oposar al lideratge de Fausto Bertinotti i, especialment, a la seva decisió de retirar el suport al primer gabinet de Romano Prodi. El desembre de 2014, el partit es va transformar en el Partit Comunista d'Itàlia (PCd'I), que després evolucionaria cap a la nova versió del Partit Comunista Italià (PCI).

## Història
RC va formar part de l'Ulivo a les eleccions legislatives italianes de 1996, però es negà a entrar en el govern Prodi basant-se en la seva autonomia. Es produeix una escissió quan RC retirà la confiança a Prodi i dimití el seu secretari Armando Cossutta. Diliberto decidí donar suport Prodi per evitar que el govern caigués en mans de la dreta. Crea d'aquesta manera el PdCI i s'uneix a l'Ulivo, adoptant els antics símbols del Partit Comunista Italià. Aleshores compta amb 30.000 afiliats, 27 parlamentaris, 28 consellers regionals i mil quadres locals, la majoria procedents de RC. Adalberto Minucci és nomenat director de Rinascita. El 29 de novembre de 1998 es reuneix comitè promotor i nomena Armando Cossutta president i Marzo Rizzo coordinador.
Diliberto és nomenat ministre de justícia i Katia Bellillo ministre sense cartera del govern d'Alema, i també aconseguiren 3 subsecretaries. El 21 de gener de 1999 editen el setmanari La Rinascita della sinistra i el 21-23 de maig celebren el I Congrés del Partit. A les eleccions europees de 1999 són escollits eurodiputats Armando Cossutta i Lucio Manisco.
L'abril de 2000 Diliberto dimiteix com a ministre i és nomenat secretari del partit. A les eleccions legislatives italianes de 2001 es presenten dins l'Ulivo, i només obtenen 1,7% i 9 diputats i 2 senadors. Se celebra el II Congrés el 13-16 de desembre de 2001 a Bellaria, que confirma Cossutta i Diliberto. S'aprova un programa centrat en el treball, el desenvolupament, el dret, la pau i solidaritat internacional, i la lluita contra l'imperialisme. El juliol de 2001 participa en protestes a Gènova en la reunió del G8.
EL III Congrés se celebra el 20-22 de febrer de 2004 a Rímini. A les eleccions europees de 2004 assoleix el seu màxim històric, amb el 2,4% (800.000 vots), i dos eurodiputats, Marco Rizzo i Diliberto (quiho deixa a Umberto Guidoni) i el 17 juliol aplega escissió de Rifondazione Comunista, Democrazia Popolare. Però després de les eleccions es produeixen les primeres friccions entre Cossutta i Rizzo. A les eleccions regionals italianes de 2005 proposaren una candidatura d'esquerra unida amb Bertinotti (RC), però aquest preferí donar suport l'Unione, de manera que ells també el donaren.
A les eleccions legislatives italianes de 2006 aconsegueixen també el suport de l'astrofísica Margherita Hack. Els estatuts interns prohibeixen presentar-se a més de dos mandats, cosa que provocarà dimissió de Cossutta el 21 de juny El 21 d'abril de 2007 deixarà el partit, partidari de fer una coalició més àmplia. A les eleccions obtenen el 2,3% dels vots i 16 diputats. Al Senat es presenten amb Verds i Consumidors Units, i obtenen 3% i 11 senadors (5 comunistes).
Donen suport al govern de Romano Prodi i el rector d'Universitat de Reggio Calabria, Alessandro Bianchi, proper al partit, és nomenat ministre de transports, però el juny 2006 voten contra l'enviament de més tropes a l'Afganistan i s'absté en la proposta d'indult a antics presos de la tangentopoli. El senador Fernando Rossi deixa el partit i funda ‘’Officina Comunista’’, i amb Bruno de Vita (Consumidors Units) funda el Moviment Polític dels Ciutadans (juliol 2007).
Es produeix la seva crisi amb el govern quan aquest decideix ampliar la base aèria dels EUA a Vicenza el febrer 2007. Els comunistes voten en contra i deixaran de donar suport al govern. Des de març es reuneix amb Bertinotti (RC) i posarà les bases de la coalició la Sinistra-l'Arcobaleno.
El 27-29 d'abril de 2007 se celebra el IV Congrés, que confirma Antonino Cuffaro com a president i Diliberto com a secretari, i s'aprova la proposta de constituir una confederació d'extrema esquerra amb Rifondazione Comunista i Sinistra Democratica. El novembre 2007 provoquen una nova crisi de govern a causa de la proposta de modificació de les pensions i estat social del govern. Li retiren el suport definitivament i provoquen una onada de manifestacions, alhora que reuneixen l'Assemblea d'Esquerra i Ecologistes que constituiria la Sinistra-l'Arcobaleno el novembre de 2007. Pel gener de 2008 es convoquen noves eleccions legislatives. La coalició no arriba al 3% i no tindrà representació.
Això provoca una crisi interna, ja que alguns dirigents creuen que coalició ha estat derrotada perquè no representa als comunistes i proposen la reunificació amb Rifondazione Comunista per a presentar-se com a alternativa al Partit Democràtic. El 18-20 de juliol se celebra el V Congrés del PdCI, que acaba amb fractura dels partidaris de la unió d'esquerres.

## Resultats electorals

### Parlament Italià
| Any  | Líder              | Vots                 | %                    | Diputats | +/− | Vots                 | %                    | Senadors | +/- |
| ---- | ------------------ | -------------------- | -------------------- | -------- | --- | -------------------- | -------------------- | -------- | --- |
| 2001 | Oliviero Diliberto | 620,859              | 1.7                  | 10 / 630 | Nou | Dins L'Ulivo         | Dins L'Ulivo         | 2 / 315  | Nou |
| 2006 | Oliviero Diliberto | 884,127              | 2.3                  | 16 / 630 | 6   | Dins L'Unione        | Dins L'Unione        | 5 / 315  | 3   |
| 2008 | Oliviero Diliberto | Dins l'Arcobaleno    | Dins l'Arcobaleno    | 0 / 630  | 16  | Dins l'Arcobaleno    | Dins l'Arcobaleno    | 0 / 315  | 5   |
| 2013 | Oliviero Diliberto | Dins Revolució Civil | Dins Revolució Civil | 0 / 630  | =   | Dins Revolució Civil | Dins Revolució Civil | 0 / 315  | =   |

### Parlament Europeu
| Any  | Líder              | Vots                  | %                     | Escons                | +/−                   |
| ---- | ------------------ | --------------------- | --------------------- | --------------------- | --------------------- |
| 1999 | Oliviero Diliberto | 622,261 (12è)         | 2.0                   | 2 / 87                | Nou                   |
| 2004 | Oliviero Diliberto | 787,613 (8è)          | 2.4                   | 2 / 78                | =                     |
| 2009 | Oliviero Diliberto | Coalició PdCI-PRC     | Coalició PdCI-PRC     | 0 / 72                | 2                     |
| 2014 | Cesare Procaccini  | No hi van participar. | No hi van participar. | No hi van participar. | No hi van participar. |

## Secretaris
- Armando Cossutta (11 d'octubre 1998 - 29 d'abril 2000),
- Marco Rizzo (23 de novembre 1998 - 13 de desembre 2001), com a coordinador nacional
- Oliviero Diliberto (29 d'abril 2000 - en el càrrec)

## Presidents
- Armando Cossutta (11 d'octubre 1998 - 21 de juny 2006)
- Antonino Cuffaro (29 d'abril 2007 - in carica)